# Stanisław Szlęzak
Stanisław Szlęzak (ur. 11 grudnia 1940 w Tarnobrzegu, zm. 11 listopada 2013 tamże) – polski dziennikarz, artysta fotograf. Członek rzeczywisty i Artysta Fotoklubu Rzeczypospolitej Polskiej (AFRP). Członek założyciel i prezes Zarządu Amatorskiego Klubu Fotograficzno-Filmowego „Peryskop”. Członek założyciel i prezes Zarządu Tarnobrzeskiego Towarzystwa Fotograficznego.

## Życiorys
W roku 1970 założył Amatorski Klub Fotograficzno-Filmowy „Peryskop”, działający przy Powiatowej Spółdzielni Mieszkaniowej w Tarnobrzegu. Klub został członkiem Federacji Amatorskich Stowarzyszeń Fotograficznych w Polsce. W 1974 roku był współorganizatorem, a następnie prezesem Tarnobrzeskiego Towarzystwa Fotograficznego. Z zawodem dziennikarskim był związany od 1975 roku. Pracował w dzienniku „Sztandar Młodych” oraz gazecie zakładowej „Nowe Tempo”, Zakładów Metalowych Nowa Dęba.
Od 1980 roku Stanisław Szlęzak związany był jako reporter z Polskim Radiem Rzeszów, Telewizją Kraków i Polską Agencją Prasową, a od roku 1992 był kierownikiem redakcji Radia Kielce. W 2013 był pomysłodawcą, inicjatorem i współorganizatorem ogólnopolskiego konkursu fotograficznego Przydrożny Znak Wiary – Świątki, krzyże i kapliczki przydrożne. W 2008 za twórczość fotograficzną i organizację edukacji z zakresu fotografii został wyróżniony nagrodą Prezydenta Miasta Tarnobrzega i Marszałka Województwa Podkarpackiego. 10 czerwca 2011 roku został przyjęty w poczet członków Fotoklubu Rzeczypospolitej Polskiej. Decyzją Komisji Kwalifikacji Zawodowych Fotoklubu RP, otrzymał dyplom stwierdzający posiadanie kwalifikacji do wykonywania zawodu artysty fotografa, fotografika (AFRP). W 2013 otrzymał List Gratulacyjny Prezydenta Miasta Tarnobrzega. Inicjował różne akcje, m.in. pomocy podopiecznym Domu Dziecka w Małachowie oraz zbiórki książek dla Polaków na Litwie.
Pochowany został na Cmentarzu w Tarnobrzegu-Miechocinie.

## Ważniejsze indywidualne wystawy fotograficzne
- „Moskwa starocerkiewna i współczesna”[9]
- „Reportaż z Azji Środkowej”[9]
- „Za kręgiem polarnym”[9]
- „Tarnobrzeskie dziewczyny”[9]
- „Stanisław Szlęzak. 30 lat pracy dziennikarskiej i 40 lat fotografowania”[6][9]
- „Świat dziecka”[6]